# Alberto Sughi
Alberto Sughi (Cesena, 5 ottobre 1928 – Bologna, 31 marzo 2012) è stato un pittore italiano.

## Biografia
Iniziò la propria carriera a Cesena insieme ai coetanei Luciano Caldari e Giovanni Cappelli.
Particolarmente attento ai valori cromatici della rappresentazione, ha esposto in due personali a Bologna e Torino nel 1962, alla Biennale di Venezia e alla Quadriennale di Roma, di cui nel 1993 è stato anche presidente; nel 1997 entrò a far parte dell'Accademia nazionale di San Luca.
Nel 2005 il Presidente della Repubblica Italiana Carlo Azeglio Ciampi gli consegnò il Premio Vittorio De Sica per la Cultura.
È morto a Bologna il 31 marzo 2012 all'età di 83 anni.

## Stile e mostre

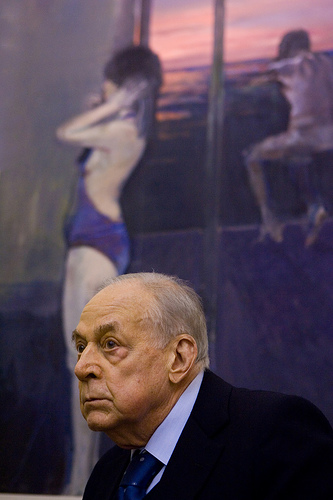
Il pittore ed una sua opera

Scelse la strada del realismo, nell'ambito del dibattito fra astratti e figurativi dell'immediato dopoguerra. I dipinti di Sughi rifuggono tuttavia ogni tentazione sociale; mettono piuttosto in scena momenti di vita quotidiana senza eroi. Enrico Crispolti nel 1956 inquadrò la sua pittura nell'alveo del realismo esistenziale.
La ricerca di Alberto Sughi procede per cicli tematici: le cosiddette Pitture verdi, dedicate al rapporto fra uomo e natura (1971-1973), il ciclo La cena (1975-1976); agli inizi degli '80 appartengono i venti dipinti e i quindici studi di Immaginazione e memoria della famiglia; dal 1985 la serie La sera o della riflessione. L'ultima serie di dipinti, esposta nel 2000, è intitolata Notturno.
Nel 1963 una sua opera viene esposta alla mostra Contemporary Italian Paintings, allestita in alcune città australiane. Nel 1963-64 espone alla mostra Peintures italiennes d'aujourd'hui, organizzata in Medio Oriente e Nordafrica.
Ha ordinato mostre personali in diverse sedi, fra cui la Galleria d'Arte Moderna di Bologna (1977), la Galleria del Maneggio di Mosca (1978), al Castel Sant'Angelo di Roma, il Museo delle Belle Arti di Budapest e la Galleria Nazionale di Praga (1986), al Museo d'arte moderna e contemporanea di Ferrara (1988), la Casa Masaccio a San Giovanni Valdarno (1990), il Museo d'Arte di San Paolo (1994) e il Museo Civico di Sansepolcro (2003). Ha partecipato al ciclo di mostre La ricerca dell'identità a Cagliari, Palermo e Ascoli Piceno (2003-2004) e alla mostra Il Male - Esercizi di pittura crudele alla Palazzina di Caccia di Stupinigi di Torino nel 2005.
Nel 1994 ha ricoperto la carica di Presidente dell'Ente Quadriennale Nazionale d'Arte di Roma. Nello stesso anno ha partecipato alla mostra Il ritratto interiore, al Museo Archeologico Regionale di Aosta. Si è tenuta una mostra nel Salone delle Scuderie in Pilotta a Parma (2005-2006). 
Nel 2007 due mostre antologiche di Sughi sono state presentate alla Biblioteca Malatestiana di
Cesena, curata da Vittorio Sgarbi, e al Complesso del Vittoriano, Roma, curata da Arturo Carlo Quintavalle.
Nel 2009 il lavoro di Alberto Sughi è stato presentato a Palermo al Palazzo Sant'Elia in una mostra curata da Maurizio Calvesi, poi portata a Londra all'Istituto di Cultura Italiana.
Nel giugno 2011 è al Padiglione Italia della 54ª Biennale di Venezia curata da Vittorio Sgarbi, dove presenta al pubblico Un Mondo di freddo e di ghiaccio.

## Opere nei musei
- Musei Vaticani, Città del Vaticano.
- Galleria degli Uffizi, Firenze.
- Centro Studi e Archivio della Comunicazione, CSAC, Università di Parma.
- Galleria d'Arte Moderna, GAM, Bologna.
- Galleria nazionale ungherese, Budapest.
- Galleria Civica del Premio Suzzara, Suzzara.
- Museo del Santuario, Loreto.
- Raccolta d'Arte della Provincia, Modena.
- Raccolta d'Arte Moderna della Provincia, Forli.
- Raccolta Provinciale, Potenza.
- Villa Franceschi, Musei della Provincia, Riccione.
- Collezione del Senato della Repubblica Italiana, Roma.
- Museo d'arte di Palazzo de' Mayo, Chieti.
- Museo d'arte Costantino Barbella, Chieti.
- Sala delle Vittorie, Contrada delle Pantere, Siena.
- Pinacoteca Civica, Sulmona.
- Pinacoteca Comunale, Cesena.

## Opere in collezioni private
- "Donna sul divano Rosso", 1959, Olio e tempera su tavola 150x120 cm, Cesena, collezione privata - Fonte: Alberto Sughi - Il Gioco dell'apparenza 5 cicli pittori dal 1960 al 1986, Edizioni dell'Uniclub;
- "Uomini al bar", 1960, Olio e tempera su tela 180x130 cm, Cesena, collezione privata - Fonte: Alberto Sughi - Il Gioco dell'apparenza 5 cicli pittori dal 1960 al 1986, Edizioni dell'Uniclub;
- "La cena. Uomo che mangia", 1975, Acrilico su tavola 100x70 cm, Roma, collezione privata, Milano Collezione privata - Fonte: Alberto Sughi - Il Gioco dell'apparenza 5 cicli pittori dal 1960 al 1986, Edizioni dell'Uniclub;
- "La cena. Donna sola", 1976, Acrilico su tela 180x120 cm, Fiuggi, collezione privata - Fonte: Alberto Sughi - Il Gioco dell'apparenza 5 cicli pittori dal 1960 al 1986, Edizioni dell'Uniclub;
- "Donna davanti al televisore", 1981, Acrilico su tela 158x158 cm, Roma, collezione dell'Artista - Fonte: Alberto Sughi - Il Gioco dell'apparenza 5 cicli pittori dal 1960 al 1986, Edizioni dell'Uniclub;
- "La lavanda dei piedi", 1981, Acrilico su tela 160x160cm, Cesena, collezione privata - Fonte: Alberto Sughi - Il Gioco dell'apparenza 5 cicli pittori dal 1960 al 1986, Edizioni dell'Uniclub;
- "Tramonto romano", 1983, Olio su tela 180x250 cm, Sessa Aurunca, collezione privata - Fonte: Alberto Sughi - Il Gioco dell'apparenza 5 cicli pittori dal 1960 al 1986, Edizioni dell'Uniclub;
- "Teatro d'Italia", 1984, Olio su tela 250x360 cm, Cesena, collezione Cassa di Risparmio - Fonte: Alberto Sughi - Il Gioco dell'apparenza 5 cicli pittori dal 1960 al 1986, Edizioni dell'Uniclub;
- "Guardare fuori", 1985, Olio su tela 100x120 cm, Trezzano sul Naviglio, collezione privata - Fonte: Alberto Sughi - Il Gioco dell'apparenza 5 cicli pittori dal 1960 al 1986, Edizioni dell'Uniclub;
- "La sera", 1985, Olio su tela 120x100, Roma, collezione privata - Fonte: Alberto Sughi - Il Gioco dell'apparenza 5 cicli pittori dal 1960 al 1986, Edizioni dell'Uniclub;
- "La poltrona del potere", 1969, Olio su tela 110x140 cm, Trezzano sul Naviglio, collezione privata - Fonte: Alberto Sughi - Il Gioco dell'apparenza 5 cicli pittori dal 1960 al 1986, Edizioni dell'Uniclub;
- "Villa sull'Adriatico", 1973, Olio su tela 120x100 cm, Roma, collezione dell'Artista  - Fonte: Alberto Sughi - Il Gioco dell'apparenza 5 cicli pittori dal 1960 al 1986, Edizioni dell'Uniclub.